# Lagoa de Maricá
Lagoa de Maricá är en lagun i Brasilien.   Den ligger i delstaten Rio de Janeiro, i den sydöstra delen av landet, 1 000 km sydost om huvudstaden Brasília. Lagoa de Maricá ligger 1 meter över havet. Arean är 17,6 kvadratkilometer. Den sträcker sig 4,7 kilometer i nord-sydlig riktning, och 6,3 kilometer i öst-västlig riktning.
Följande samhällen ligger vid Lagoa de Maricá:
- Maricá (79 551 invånare)

Omgivningarna runt Lagoa de Maricá är en mosaik av jordbruksmark och naturlig växtlighet. Runt Lagoa de Maricá är det ganska tätbefolkat, med 93 invånare per kvadratkilometer.